# Gnidia macropetala
Gnidia macropetala är en tibastväxtart som beskrevs av Carl Daniel Friedrich Meisner. Gnidia macropetala ingår i släktet Gnidia och familjen tibastväxter. Inga underarter finns listade i Catalogue of Life.